# Dominique Venner
Dominique Venner (16. dubna 1935 Paříž – 21. května 2013 tamtéž) byl francouzský esejista, historik a nacionalistický aktivista. Byl členem francouzského pravicového hnutí Jeune Nation, bývalým členem OAS a zakladatelem pravicového hnutí "Europe-Droite" (1963–1967). Je oceňován prostředím extrémní pravice ve Francii, jmenovitě Marine Le Pen. 21. května 2013 spáchal ideologicky motivovanou sebevraždu proti homosexuálním sňatkům a imigraci v katedrále Notre Dame de Paris během bohoslužby před oltářem katedrály. Zanechal asi šest listů na rozloučenou na oltáři a různých místech v interiéru Notre Dame.

## Život
Narodil se v pařížské rodině významného architekta Charlese Vennera, který byl členem "Parti populaire française" (PPF) .V raném věku sedmnácti let se angažoval v armádě ve vojenské škole v Rouffachu. Dominique Venner studoval na kolegiu a lyceu Bossuet v Paříži, pak École supérieure des arts modernes. Byl člen-dobrovolník v jednotce pěších střelců během války v Alžírsku na hranici s Tuniskem až do října 1956 a byl vysoce hodnoceným vojákem. Dosáhl hodnosti seržanta.
Po svém návratu domů vstoupil do hnutí "Jeune Nation" a zúčastnil se povstání v Budapešti v 1956, také na akci proti založení Francouzské komunistické strany v Paříži dne 7. listopadu 1956 spolu s Pierre Sidosom z chvilkové "Parti nationaliste" a na hnutí "Mouvement populaire du 13-Mai" založeném generálem Chassinem. Jako mladý aktivista strávil osmnáct měsíců na oddělení politických vězňů ve věznici "Santé", odkud vyšel chvíli předtím, než začal pomáhat zakládat tajnou armádu OAS.
Na podzim 1962 se ocitl znovu ve vězení, kde napsal manifest Pour une critique positive- někdy srovnáván s Leninovým manifestem "Co dělat?" - dlouho považováným za základní text celé ultrapravicové frakce. V něm převzal odpovědnost za nepovedený puč organizovaný OAS 21. dubna 1961 na území Francie a formuloval své ideologické a politické východiska pro pravici Francie.
Byl ovlivněn Marxem, Leninem a Gramscim ve své analýze komunismu jako politického programu a způsobu organizace. Jejich taktiku a organizovanou militantnost chtěl převzít pro potřeby extrémní pravice ve Francii. Venner se nechal inspirovat anti-kolonialistickým bojem, převzal rétoriku evropských nacionalistických hnutí. Chtěl rehabilitovat tradice a identitu národa a jeho kultury a bránit hodnoty národní kultury proti multikulturalismu.
V lednu 1963 založil a vedl deník pravicového hnutí "Europe-Action" a soustředil členy "Fédération des étudiants nationalistes", kteří uprchli z OAS a mnoho z militantní mládeže. Pod pseudonymem Julien Lebel přispěl k založení "GRECE14", pak s Thierrym Maulnierom "Institut d'études occidentales" (IEO), který zase dotoval v 1970 revue "Cité-Liberté", která soustředila více intelektuálů (Robert Aron, Pierre Debray-Ritzen, Thomas Molnar, Jules Monnerot, Jules Romains, Louis Rougier, Raymond Ruyer, Paul Serano, aj.), antikomunisty bojujících za hodnoty západu a proti duchovnímu úpadku. "Institut západních studií" zanikl v 1971. Vennerovo angažování v politice přestalo v polovině sedmdesátých let.
Venner byl znalec střelných zbraní a honů, napsal o tom několik publikací.

## Esejistické tvorba
Během univerzitních studií se začal zajímat o historickou esejistiku. Mezi jeho zásadní díla patří: "Pobaltí" (1974), "Le Blanc Soleil des vaincus" (1975), "Le Cœur Rebelle" (1994), "Gettysburg" (1995), "Les Blancs et les Rouges" (1997) , "Histoire de la Collaboration" (2000), "Histoire du terrorisme" (2002). Jeho dílo ohodnotil kritik a politik Gwendal Chaton, který posuzoval jak Venner psal o "l'histoire pour la mettre au service [d'un] combat culturel" (historii, která má sloužit kulturnímu boji). Jeho "Historie Rudé armády" dostala cenu "Prix Broquette-Gonin d'histoire" Francouzské akademie za rok 1981. Dominique Venner publikoval mnohé knihy o zbraních a lovu, které byly jeho koníčkem.
V 1995 po radě svého přítele Françoise de Grossouvre (bývalého člena odboje, specialistu na tajné služby, přítele a poradce Françoise Mitterranda), publikoval Histoire critique de la Résistance, která sestávala z idejí národní pravice ve smyslu Résistance, často nazývané vichisticko-odbojová. Zároveň, debata vytvořená jeho dílem o postoji maršála Pétain vůči Résistance byla omezena nepřítomností názoru autora Vennera.
Mezi jeho poslední díla patří "Histoire et tradition des Européens" (2002), dílo, ve kterém definoval to, co podle něj tvoří základy evropské kultury a také nový koncept tradicionalismu (Tradice není to, co je společné všem lidem, ale to, co se tvoří během ojedinělého vývoje národa).
Založil revue "Enquête sur l'histoire", která zanikla v letech 1990, pak vytvořil v 2002 a řídil redakci "La Nouvelle Revue d'Histoire", přeměněnou na současnou "La NRH" v 2006 z důvodu zásahu justice, do které přispívaly osobnosti jako Bernard Lugano, Jean Tulard, Aymeric Chauprade, Alain Decaux, François-Georges Dreyfus nebo Jacqueline de Romilly. Pomohl oživit Libre Journal des historiens v rádiu "Radio COURTOISE" (18 hodin každý čtvrtý úterý), vysílání, které bylo často zveřejňováno v revue "La NRH".

## Veřejný akt sebevraždy
21. května 2013 okolo 16.00 hod. se esejista zastřelil vlastní starší belgickou zbraní před oltářem katedrály Notre-Dame de Paris během bohoslužby, která musela být evakuována. V textu zveřejněném na jeho blogu několik hodin před událostí s názvem "La manife du 26 mai et Heidegger" vyzýval na veřejné symbolické akcie za "probuzení z ospalosti" a vysvětlil, "že vstupujeme do dob, kdy slova musí být prověřeny činy". Napsal v něm, že manifestující proti homosexuálním sňatkům nemohou ignorovat realitu afro-maghrebské imigrace a že jejich boj se nemůže omezit na odmítnutí manželství gayů, nebezpečí spočívá podle něj ve velkém přemisťování populace Francie a Evropy. Dle rektora katedrály Notre Dame de Paris zanechal jeden list adresovaný vyšetřovatelům. V listě zanechaném přátelům v "Radio COURTOISE" píše: "Vybral jsem si místo vysoce symbolické, které respektuji a obdivuji. Moje gesto ztělesňuje morálku vůle (...) Protože Obrana identitu všech lidí, bouřím se proti zločinu spočívajícímu v přemisťování našich populací."
Několik osobnosti francouzské extrémní pravice mu vzdalo úctu. Marine Le Pen napsala na Twitteru: "Respekt vůči Dominique Vennerovi, jehož poslední gesto, výsostně politické, směřovalo k probuzení francouzského národa."
Bruno Gollnisch mluvil o intelektuálovi extrémně brilantní, "který si daroval smrt, aby vyjádřil protest proti úpadku naší společnosti."